# Medieval Madness
Medieval Madness é uma máquina de pinball fabricada pela empresa especializada americana Williams Electronics. Tina Fey (do programa de humor Saturday Night Live) fez as vozes da princesa "Opera Singer".